# مبادئ التصميم الجرافيكي
مبادئ التصميم الجرافيكي
المفاهيم والتطبيقات
يُعد المرجع الأكثر شمولا للتصميم الجرافيكي في اللغة العربية، الكتاب من تأليف المصمم والباحث الأكاديمي نزار الراوي، وهو ناشط ثقافي ومصمم جرافيكي معروف، له العديد من الإنجازات في هذا المضمار، وهو عضو هيئة محلفين في الأكاديمية الدولية للفنون البصرية IAVA، ورئيس جمعية الفنون البصرية المعاصرة ورئيس مهرجان العراق الدولي للفيلم القصير مهرجان العراق الدولي للفيلم القصير.
يتضمن هذا المرجع المهم تحقيقاً تاريخياً مفصلاً لقصة فن التصميم الجرافيكي وكيف بدأ وأهم التحولات التاريخية التي أثرت فيه، كما يمر في معرض التحقيق التاريخي على أهم الشخصيات التي صنعت تاريخ التصميم الجرافيكي، وأشهر تياراته ومدارسه الفنية والجمالية والتقنية وأهم النظريات والأفكار والخطابات والبيانات التي حركت هذا التخصص الحيوي، كما يستعرض أبرز التحولات التي طرأت عليه، وتأثره المستمر بالأحداث العالمية الكبرى في السياسة والعلوم والاقتصاد وحركة المجتمعات، مع تناول لأكثر المفاهيم الفكرية شيوعاً في التصميم المعاصر وأشدها ارتباطاً بخارطة التفكير التصميمي، ويتضمن الكتاب شرحاً لأهم الاستراتيجيات التصميمية وطرق التنفيذ وبناء التكوينات التصميمية وطرق وأسرار استنتاج العلاقات الشكلية والبنائية واللونية والتعبيرية فيورد العديد من الحلول التنفيذية التي يحتاجها المصمم في الاستوديو، كما يحتوي الكتاب تفصيلاً للتقنيات ووسائل الإخراج الجرافيكي وشرحاً مفصلا للأحبار أنواعها وميزاتها وومواصفاتها والعيوب الطباعية التي تنتج أحياناً عن سوء استخدامها، والورق تاريخه ومقاساته وأنواعه وتسمياته التجارية ومواصفاته العالمية، والمكائن والمعدات الطباعية ووسائل تنفيذ الطبعات الأمنية وأسرار حماية المطبوعات ضد التزوير،، مع عدد من القوائم والجداول التي تحدد المعايير والمقاسات والمواصفات العالمية للخامات وطرق الإخراج والمئات من النماذج التوضيحية الملونة.
هذا الكتاب
يقدم للقارئ العربي تعريفاً شاملاً ومفصلاً بأحد أهم وأبرز الفنون البصرية المعاصرة (التصميم الجرافيكي)، ويعتمد في معلوماته على كبريات المراجع والمصنفات العلمية في التصخصص مثل قاموس أكسفورد للتصميم الجرافيكي، وموسوعة الفنون البصرية لمؤسسة ناشيونال جيوكرافيك العالمية، وأهم المصادر المعتمدة لتدريس التصميم في الجامعات البريطانية والأمريكية، بالإضافة إلى الخبرة الميدانية للمؤلف ولعدد من زملائه المصممين والطباعيين والمبرمجين في مختلف البلدان وبمختلف التخصصات الدقيقة.
في هذا الكتاب-المصدر يجد القارئ جمعاً وتحليلاً لتاريخ التصميم الجرافيكي، ووتوثيقاً للتياراته ووالحركات الفنية والمدارسة والأساليب التصميمية والعديد من النظريات التي وضعها مصممون وفنانون عالميون والتي أسهمت في تطوير تخصص التصميم الجرافيكي.
كما يقدم شروحات وافية للراغبين بالتخصص في هذا المجال لأبرز المفاهيم الفكرية وأكثرها شيوعاً في التصميم المعاصر، وشرح لأهم الاستراتيجيات التصميمية، وتفصيل للتقنيات ووسائل الإخراج الجرافيكي، مع عدد من القوائم والجداول التي تحدد المعايير والمقاسات والمواصفات العالمية للخامات وطرق الإخراج والمئات من النماذج التوضيحية الملونة.
هذا الكتاب سيُشعر القاريء بالرغبة في قراءة المزيد من هذه النوعية من المؤلفات بسبب ثرائه بالمعلومات الحديثة، ولغته السهلة التي تمتاز بالدقة والعلمية والمباشرة، بالإضافة إلى استشهاداته المتكررة بالصور والرسومات التوضيحية والتعليق عليها ما زاد النص وضوحا وحيويةً.
كما حرص المؤلف على وضع الإملاء الإنجليزي للأسماء الشخصيات والأماكن والتقنيات ومعظم المصطلحات التي وردت في النص وذلك حرصا على الدقة العلمية من جهة، ومن جهة أخرى لتسهيل عملية البحث بالنسبة للراغبين في الاستزادة وليتسنى الهم لرجوع إلى المصادر الاصلية بيسر وسهولة.